# Bruno Gustavo da Silva
Bruno Gustavo Aparecido da Silva (Piracicaba,16 de março de 1990) é um lutador de artes marciais mistas brasileiro que compete na divisão dos pesos-moscas do Ultimate Fighting Championship (UFC). Em 10 de junho de 2025, ocupava a 14ª posição no ranking dos pesos-moscas do UFC.

## Biografia
Silva nasceu e cresceu em Piracicaba, junto com uma irmã e um irmão. Praticou diversos esportes durante a infância, e teve seu primeiro contato com as artes marciais ao treinar capoeira por volta dos dez anos de idade. Eventualmente, aos 19 anos, iniciou os treinos em artes marciais mistas.

## Carreira no MMA

### Início da carreira
Silva iniciou sua carreira profissional em 2011, acumulando um cartel de 7 vitórias, 2 derrotas e 1 empate no Brasil antes de participar do reality show The Ultimate Fighter: Brazil 4 no final de 2014.

### TUF Brasil 4
Na luta preliminar da temporada, Silva enfrentou Gustavo Sedório e venceu por nocaute técnico no primeiro round, após Sedório sofrer uma lesão no maxilar.
Nas quartas de final, Silva enfrentou Dileno Lopes e foi derrotado por finalização ainda no primeiro round, sendo eliminado do torneio.

### Carreira pós-TUF
Após a temporada do TUF, Silva mudou-se para o Arizona em 2015 para treinar na academia Fight Ready MMA. Passou a competir majoritariamente nos Estados Unidos, acumulando um cartel de 3 vitórias, 1 derrota e 1 empate. Seus combates mais memoráveis nesse período foram a conquista do cinturão peso-mosca da World Fighting Federation e um empate contra o também futuro lutador do UFC, Casey Kenney, no evento LFA 11.

### Ultimate Fighting Championship
Silva foi escalado para enfrentar Khalid Taha em 7 de setembro de 2019, no UFC 242. No entanto, em 21 de agosto, foi divulgado que a luta foi remarcada para o UFC 243. Ele perdeu o combate por finalização no terceiro round. Em 23 de dezembro de 2019, Taha recebeu uma suspensão de um ano da USADA por testar positivo para furosemida (um diurético) em uma amostra de urina coletada em competição, em 6 de outubro de 2019. Taha havia tomado um medicamento para reduzir inflamação e inchaço nos olhos que continha a substância. A luta foi revertida para "No Contest" (sem resultado).
Silva foi escalado para enfrentar Su Mudaerji em uma luta no peso-mosca no UFC Fight Night: Lee vs. Oliveira, em 14 de março de 2020. No entanto, devido à pandemia de COVID-19 na China continental, Mudaerji foi forçado a se retirar do evento, pois não conseguiu viajar para se preparar para a luta, sendo substituído pelo estreante David Dvořák. Silva perdeu a luta por decisão unânime.
Silva também foi programado para enfrentar Tagir Ulanbekov em 12 de setembro de 2020, no UFC Fight Night: Waterson vs. Hill. Entretanto, devido a restrições de viagem relacionadas à pandemia de COVID-19, o confronto foi remarcado e aconteceu quatro semanas depois, no UFC Fight Night: Moraes vs. Sandhagen. Silva perdeu novamente por decisão unânime.
Na última luta de seu contrato vigente, Silva enfrentou JP Buys em 20 de março de 2021, no UFC on ESPN 21. Após derrubar Buys várias vezes durante o combate, Silva venceu por nocaute técnico no segundo round. Essa vitória lhe rendeu o prêmio de Performance da Noite.
Silva assinou um novo contrato com o UFC por quatro lutas.
Substituindo Denys Bondar, Silva enfrentou Victor Rodriguez em 22 de maio de 2021, no UFC Fight Night: Font vs. Garbrandt. Ele venceu por nocaute com apenas um minuto de luta no primeiro round. A vitória também lhe rendeu mais um prêmio de Performance da Noite.
Silva enfrentou Tyson Nam em 11 de março de 2023, no UFC Fight Night 221. Ele venceu por finalização técnica com um mata-leão no segundo round. Essa vitória lhe garantiu mais um prêmio de Performance da Noite.
Silva estava escalado para enfrentar Cody Durden em 23 de setembro de 2023, no UFC Fight Night 228. No entanto, a luta foi cancelada porque Durden substituiu outro atleta e enfrentou Jake Hadley no UFC on ESPN: Sandhagen vs. Font, após a saída do adversário original de Hadley. Durden e Silva finalmente se enfrentaram em 20 de julho de 2024, no UFC on ESPN 60. Silva venceu por nocaute técnico no segundo round, conquistando mais um prêmio de Performance da Noite.
Silva enfrentou o ex-campeão peso-galo do RIZIN, Manel Kape, em 14 de dezembro de 2024, no UFC on ESPN 63. Apesar de aplicar três golpes baixos que resultaram na dedução de um ponto, Silva acabou derrotado por nocaute técnico após um chute no corpo seguido de socos no terceiro round.
Silva foi escalado para enfrentar Joshua Van em 8 de março de 2025, no UFC 313. Entretanto, ele se retirou devido a uma lesão, sendo substituído pelo vencedor do Road to UFC: Temporada 2, Rei Tsuruya. A luta foi remarcada e aconteceu em 7 de junho de 2025, no UFC 316. Silva perdeu por nocaute técnico no final do terceiro round.

## Campeonatos e realizações
- Ultimate Fighting Championship
  - Performance da Noite (quatro vezes) vs. JP Buys, Victor Rodriguez, Tyson Nam, e Cody Durden[20][24][27][30]
- World Fighting Federation
  - Campeão Peso-Mosca do WFF (uma vez)[2]

## Cartel no MMA
| Cartel no MMA   |             |            |
| 24 lutas        | 14 vitórias | 7 derrotas |
| Por nocaute     | 6           | 3          |
| Por finalização | 4           | 1          |
| Por decisão     | 4           | 3          |
| Empates         | 2           | 2          |
| No contest      | 1           | 1          |

| Res.    | Cartel     | Oponente             | Método                                   | Evento                                | Data       | Round | Tempo | Local                 | Notas                                                                                           |
| ------- | ---------- | -------------------- | ---------------------------------------- | ------------------------------------- | ---------- | ----- | ----- | --------------------- | ----------------------------------------------------------------------------------------------- |
| Derrota | 14–7–2 (1) | Joshua Van           | Nocaute técnico (socos)                  | UFC 316                               | 07/06/2025 | 3     | 4:01  | Newark, New Jersey    |                                                                                                 |
| Derrota | 14–6–2 (1) | Manel Kape           | Nocaute técnico (chute no corpo e socos) | UFC on ESPN: Covington vs. Buckley    | 14/12/2024 | 3     | 1:57  | Tampa, Florida        | Silva perdeu um ponto no segundo round devido a um golpe baixo.                                 |
| Vitória | 14–5–2 (1) | Cody Durden          | Nocaute técnico (socos)                  | UFC on ESPN: Lemos vs. Jandiroba      | 20/07/2024 | 2     | 2:58  | Las Vegas, Nevada     | Performance da Noite.                                                                           |
| Vitória | 13–5–2 (1) | Tyson Nam            | Finalização técnica (mata-leão)          | UFC Fight Night: Yan vs. Dvalishvili  | 11/03/2023 | 2     | 1:23  | Las Vegas, Nevada     | Performance da Noite.                                                                           |
| Vitória | 12-5-2 (1) | Victor Rodriguez     | Nocaute (socos)                          | UFC Fight Night: Font vs. Garbrandt   | 22/05/2021 | 1     | 1:00  | Las Vegas, Nevada     | Performance da Noite.                                                                           |
| Vitória | 11-5-2 (1) | JP Buys              | Nocaute técnico (soco)                   | UFC on ESPN: Brunson vs. Holland      | 20/03/2021 | 2     | 2:56  | Las Vegas, Nevada     | Performance da Noite.                                                                           |
| Derrota | 10–5–2 (1) | Tagir Ulanbekov      | Decisão (unânime)                        | UFC Fight Night: Moraes vs. Sandhagen | 10/10/2020 | 3     | 5:00  | Abu Dhabi             |                                                                                                 |
| Derrota | 10–4–2 (1) | David Dvořák         | Decisão (unânime)                        | UFC Fight Night: Lee vs. Oliveira     | 14/03/2020 | 3     | 5:00  | Brasília              | Volta aos Moscas.                                                                               |
| NC      | 10–3–2 (1) | Khalid Taha          | Sem Resultado (mudado)                   | UFC 243: Whittaker vs. Adesanya       | 05/10/2019 | 3     | 3:00  | Melbourne             | Originalmente vitória por finalização de Taha; mudado após ele testar positivo para furosemida. |
| Vitória | 10–3–2     | Ralph Acosta         | Decisão (unânime)                        | World Fighting Federation 40          | 15/12/2018 | 3     | 5:00  | Chandler, Arizona     | Ganhou o Cinturão Peso Mosca do WFF.                                                            |
| Vitória | 9–3–2      | Joe Madrid           | Nocaute técnico (socos)                  | World Fighting Federation 35          | 19/08/2017 | 1     | 4:23  | Chandler, Arizona     |                                                                                                 |
| Empate  | 8–3–2      | Casey Kenney         | Empate (dividido)                        | LFA 11                                | 05/05/2017 | 3     | 5:00  | Phoenix, Arizona      |                                                                                                 |
| Derrota | 8–3–1      | Adalto Prado         | Nocaute (chute na cabeça)                | Aspera FC 44                          | 10/09/2016 | 1     | 0:07  | São Paulo             | Estreia nos Galos.                                                                              |
| Vitória | 8–2–1      | Matt Betzold         | Decisão (dividida)                       | World Fighting Federation 25          | 07/11/2015 | 3     | 5:00  | Chandler, Arizona     |                                                                                                 |
| Vitória | 7–2–1      | Heider Prais         | Finalização (mata-leão)                  | Team Nogueira: MMA Fight Live         | 04/09/2014 | 3     | 3:23  | Rio de Janeiro        |                                                                                                 |
| Vitória | 6–2–1      | Soslenis Silva       | Finalização (mata-leão)                  | Talent MMA Circuit 8                  | 12/04/2014 | 3     | 4:33  | Valinhos              |                                                                                                 |
| Vitória | 5–2–1      | Júlio Cesar Moraes   | Nocaute (chute rodado)                   | Team Nogueira: MMA Circuit 4          | 05/11/2013 | 3     | 0:00  | Rio de Janeiro        |                                                                                                 |
| Vitória | 4–2–1      | Atila Oliveira       | Decisão (unânime)                        | MMA Challenge: Ponte Preta            | 20/09/2013 | 3     | 5:00  | Campinas              |                                                                                                 |
| Empate  | 3–2–1      | Yury Valenzuela      | Empate (majoritário)                     | Encontro Fight 2                      | 27/07/2012 | 3     | 5:00  | Santa Bárbara d'Oeste |                                                                                                 |
| Derrota | 3–2        | Wesley Batista       | Decisão (unânime)                        | Corumbatai Fight                      | 14/07/2012 | 3     | 5:00  | Corumbataí            |                                                                                                 |
| Vitória | 3–1        | James Carvalho       | Nocaute técnico (interrupção médica)     | Arena Fight Uberlandia 4              | 10/12/2011 | 1     | 5:00  | Uberlândia            |                                                                                                 |
| Derrota | 2–1        | Rodrigo Marcos       | Finalização (chave de braço)             | Hombres de Honor 29                   | 24/09/2011 | 3     | 0:22  | Sorocaba              |                                                                                                 |
| Vitória | 2–0        | Renato Higen Carriel | Decisão (unânime)                        | Circuito MMA Kyokushinkaikan 2        | 04/06/2011 | 3     | 5:00  | Sorocaba              |                                                                                                 |
| Vitória | 1–0        | Paulo Magueta        | Finalização (mata-leão)                  | Circuito MMA Kyokushinkaikan          | 06/02/2011 | 1     | 1:31  | Sorocaba              | Estreia nos Moscas.                                                                             |

## Ver Também
- Lista de lutadores do UFC